# شركة صناعة وسائل النقل ش.م.م
شركة صناعة وسائل النقل ش.م.م (بالإنجليزية: Manufacturing Commercial Vehicles, S.A.E) هي شركة مصرية ذات مساهمة محدودة، مُصنعة للحافلات والشاحنات تقع في مدينة السلام، القاهرة. الشركة تمتلك حقوق العلامة التجارية; ECHOLINE, eVolution and MCV ويتم تجميع بعض الموديلات تحت اسم العلامة التجارية المزدوجة Mercedes-Benz MCV.

## معرض الصور

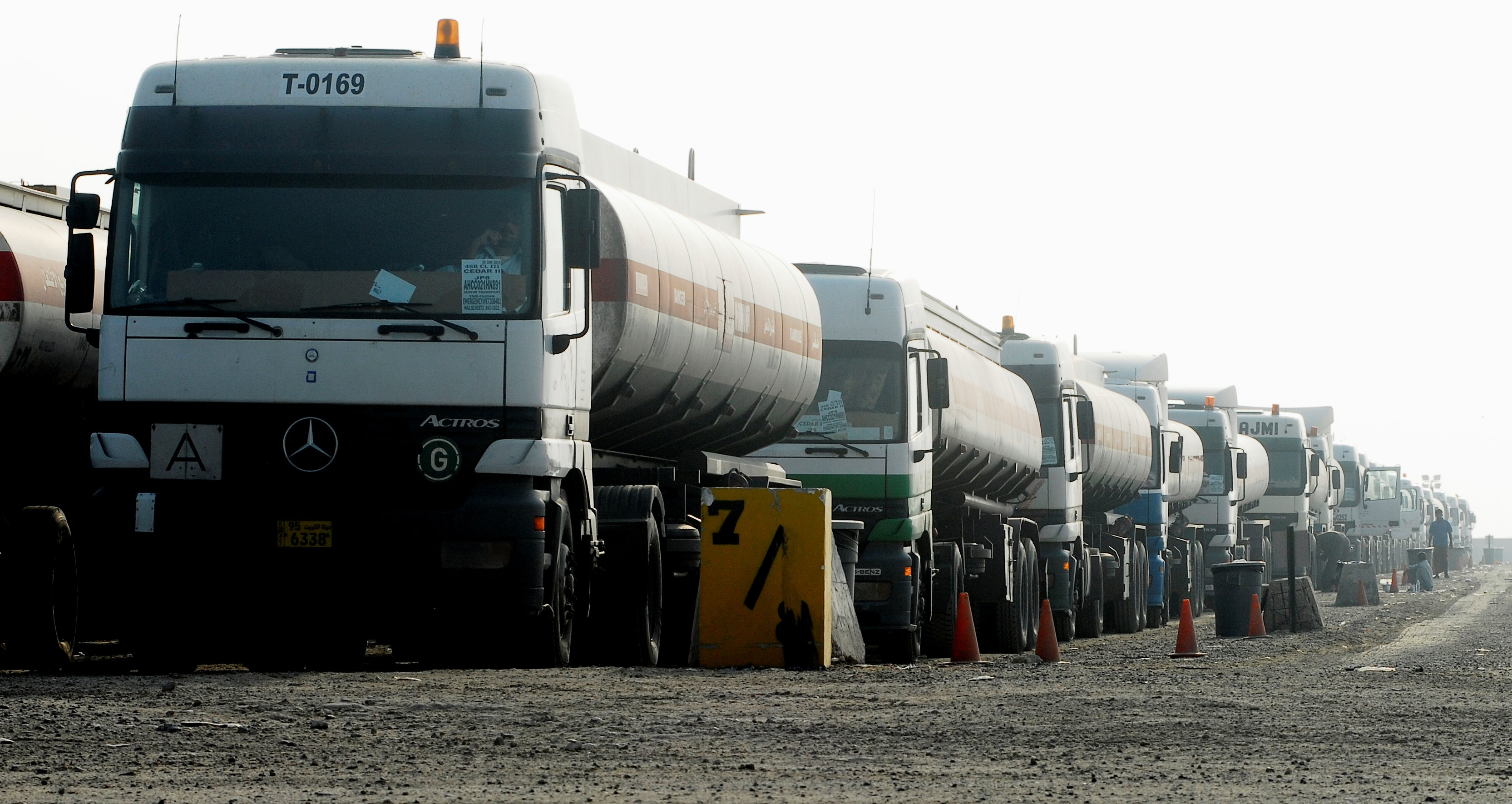
قافلة من الشاحنات المدنية من نوع اكتروس مرسيدس بنز في العراق في انتظار التفتيش. من تصنيع المركبات التجاري في القاهرة
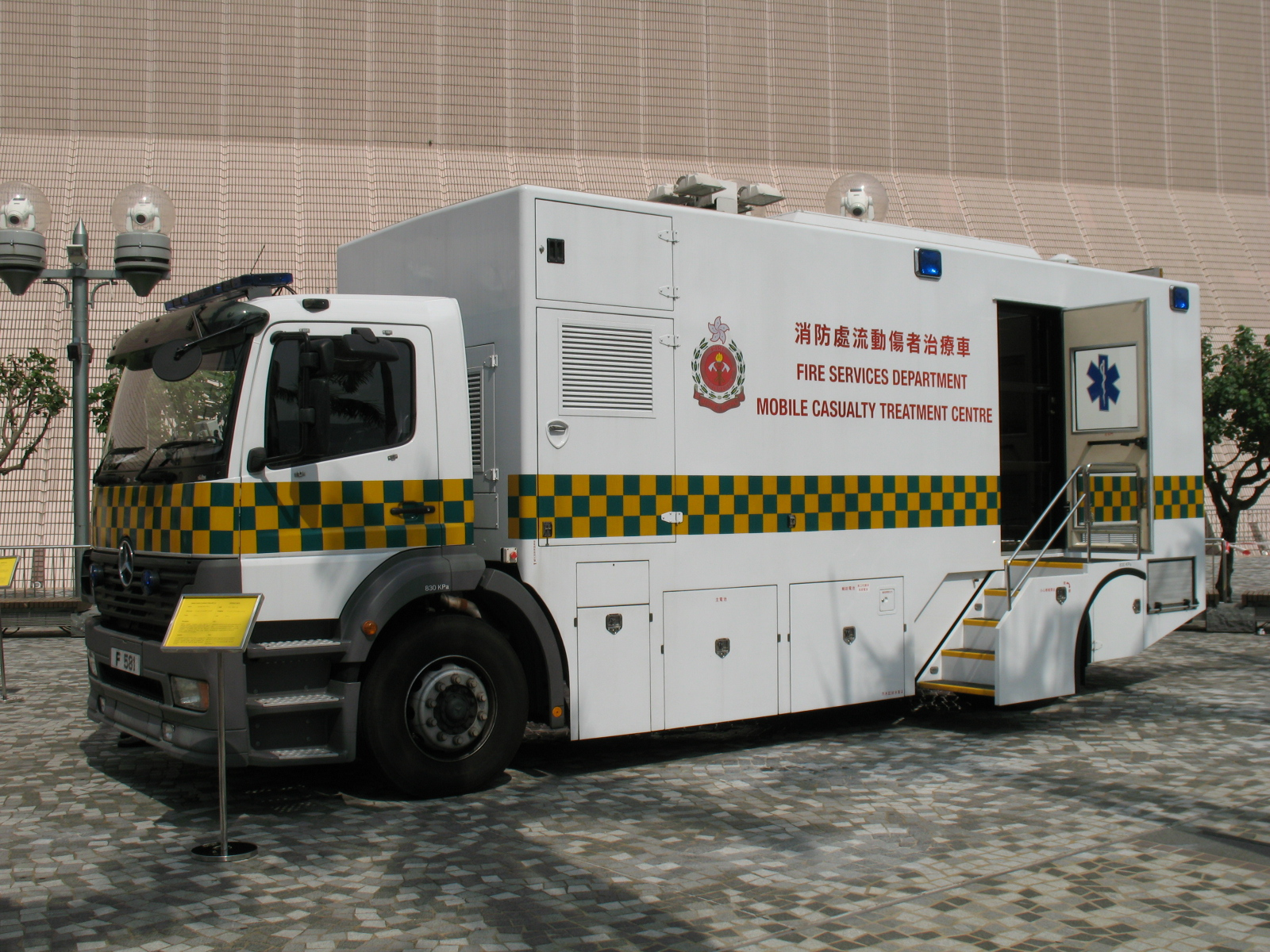
مرسيدس بنز أكسور تابعة لإدارة خدمات الإطفاء في هونغ كونغ من تصنيع المركبات التجاري.
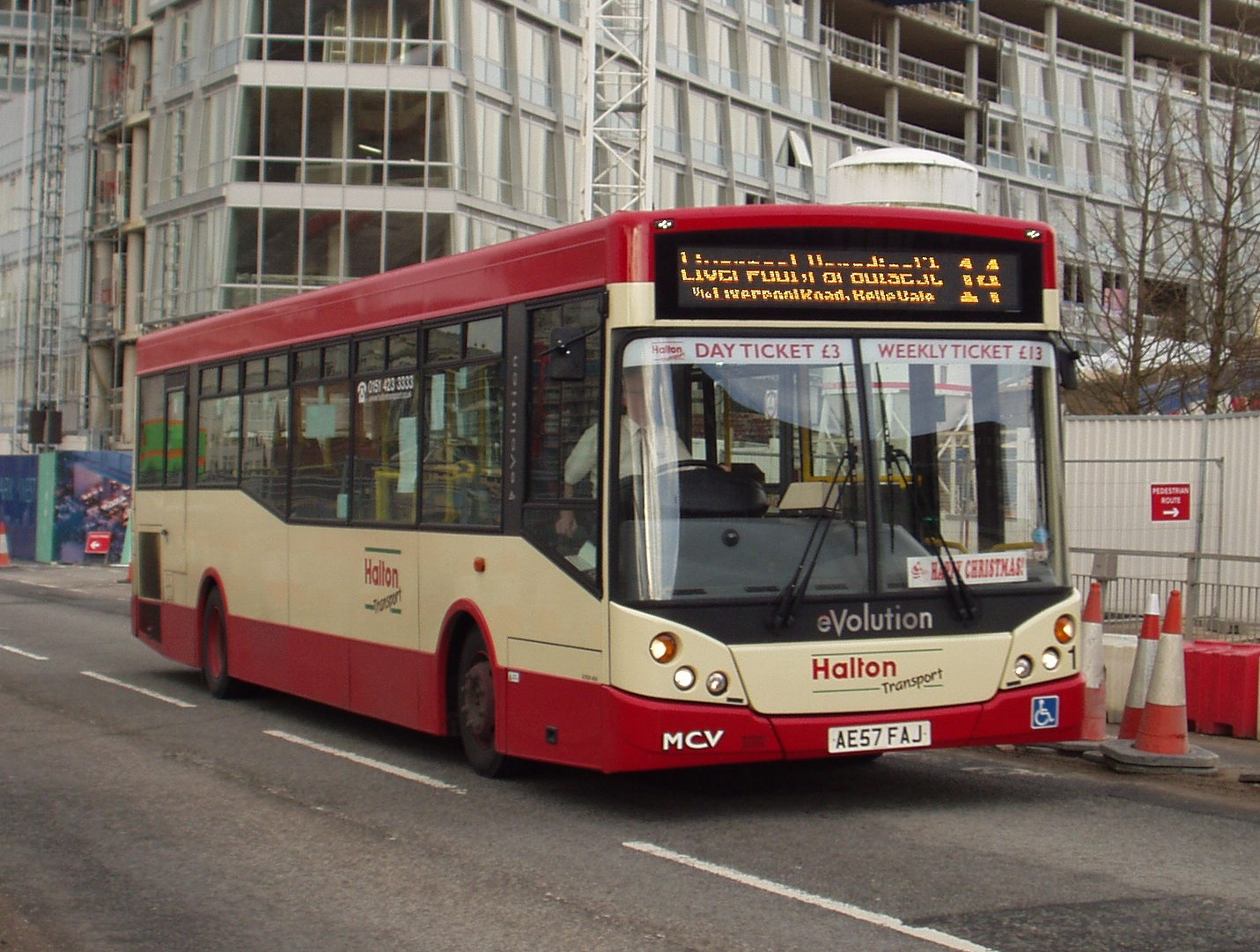
حافلة eVolution-DENNIS C121 تابعة لشركة نقل الركاب في هالتون في ليفربول من تصنيع المركبات التجاري.